# Kaboutermos
Kaboutermos (Buxbaumia aphylla) is een soort uit de kaboutermosfamilie (Buxbaumiaceae).

## Ecologie
Kaboutermos is een pioniersoort op min of meer leemrijke, licht humeuze zandgronden. Karakteristieke standplaatsen vindt men op steilkanten, in bermen van bospaden en op (natuur)begraafplaatsen.

## Verspreiding
Het verspreidingsgebied van kaboutermos strekt zich uit over het noordelijk halfrond. In Nederland is de soort beperkt tot de hogere zandgronden, waar het zeer zeldzaam is.